# Obârșia de Câmp (gmina)
Obârșia de Câmp – gmina w Rumunii, w okręgu Mehedinți. Obejmuje miejscowości Izimșa i Obârșia de Câmp. W 2011 roku liczyła 1780 mieszkańców.